# メディケア生命保険
メディケア生命保険株式会社（メディケアせいめいほけん）は、東京都江東区に本社を置く住友生命グループの生命保険会社。

## 概要
2009年10月に住友生命と三井生命との共同出資により設立され、2010年3月に金融庁より生命保険業免許を取得、同年4月に営業開始された。当初の出資比率は住友生命が80%、三井生命が20%であった。2014年6月には住友生命の完全子会社となった。特徴として顧客のニーズに合わせて選べる保険商品が豊富のことがある。企業理念の一環として「シンプル・わかりやすい・選べる保険」を掲げている。また2024年3月時点で格付投資情報センター（R&I）からは「AA-」と評価を受けていた。

## 商品

### 医療保険
- 新メディフィットＡ - 医療終身保険
- メディフィットRe - 限定告知型医療終身保険
- メディフィットEX - 薬剤治療保険
- 新メディフィットPlus - 特定疾病一時給付保険
- メディフィットがん保険 - がん治療保険

### 死亡保険
- メディフィット定期 - 定期保険

### がん保険
- メディフィットがん保険 - がん治療保険